# 咸宜镇
咸宜乡，是中华人民共和国重庆市城口县下辖的一个乡镇级行政单位。

## 行政区划
咸宜乡下辖以下地区：
咸宜乡社区、青龙村、中六村、环流村、咸宜村、双丰村、李坪村和明月村。